# Vararia thujae
Vararia thujae är en svampart som beskrevs av Boidin 1981. Vararia thujae ingår i släktet Vararia och familjen Lachnocladiaceae.   Inga underarter finns listade i Catalogue of Life.